# Wala (Karolinger)
Wala (* wohl 773; † 31. August 836 in Bobbio) war ein fränkischer Aristokrat. Er gehörte zunächst zu den engsten Beratern Karls des Großen, später erschien er an der Seite des Nachfolgeprätendenten Bernhard von Italien. Nach dessen Scheitern zog Wala sich in das Kloster Corbie zurück, dem er ab dem Jahr 826 in Personalunion mit dem Kloster Corvey als Abt vorstand. Ab dem Jahr 834 bis zu seinem Tod bekleidete er das Amt eines Abtes von Bobbio. Über Walas Person und sein Wirken berichtet Radbertus Paschasius im Epitaphium Arsenii, auch bekannt als Vita Wala (Leben Walas).
Wala war der Sohn des Karolingers Bernhard, einem unehelichen Sohn Karl Martells und damit ein Cousin Karls des Großen. Der Name der Mutter ist nicht überliefert. Aufgrund einer anderweitigen Bemerkung des Radbertus Paschasius in der Vita Wala ist vermutet worden, dass es sich bei Walas Mutter um eine Sächsin handeln könnte. Wala hatte einen Bruder Bernarius, Mönch in der Abtei Lérins, eine Schwester Gundrada, Freundin Alkuins, sowie einen wesentlich älteren Halbbruder Adalhard, Vorgänger Walas als Abt von Corbie und Corvey.
Wala war verheiratet mit Rothlindis, einer Tochter des heiligen Wilhelm von Gellone, Graf von Toulouse und Markgraf von Septimanien. Er wurde Graf in Sachsen und 811 Pfalzgraf, gab aber 814, nach dem Tod seiner Frau, alle weltlichen Ämter auf und trat in den Kirchendienst ein. 824 soll er gemeinsam mit Kaiser Lothar I. die Constitutio Romana verfasst haben.
Von 826 bis 831 war er Abt von Corbie und Corvey, ab 834 Abt von Bobbio, in dessen Klosterkirche er auch begraben wurde.